# Saison 2016-2017 du Metz Handball
Maillots
Chronologie
Saison 2015-2016 du Metz Handball Saison 2017-2018 du Metz Handball
Dernière mise à jour : 18 juin 2016.
Cet article détaille la saison 2016-2017 du club de handball féminin du Metz Handball.

## Description
Après le 20e titre de champion de France du club, Metz présente un effectif stable avec la seule arrivée de Béatrice Edwige, venue pour remplacer l'emblématique Nina Kanto, qui a mis fin à sa carrière sportive à l'issue de la saison 2015-2016, Alice Lévêque quitte également Metz. Juste avant la reprise, le club voit le retour de ses internationales françaises, Laura Glauser, Tamara Horacek, Grâce Zaadi et donc Béatrice Edwige, médaillées d'argent aux Jeux olympiques de Rio.

## Transferts
| Nom | Nom             | Poste          | Provenance/Destination | Provenance/Destination           | Durée |
|     |                 |                | Arrivées               |                                  |       |
|     | Béatrice Edwige | pivot          |                        | OGC Nice                         | 2 ans |
|     |                 |                | Départs                |                                  |       |
|     | Alice Lévêque   | arrière gauche |                        | ES Besançon                      | 2 ans |
|     | Nina Kanto      | pivot          | arrêt                  | arrêt                            | arrêt |
| /   | Raïssa Dapina   | ailière droite |                        | Achenheim Truchtersheim Handball | 1 an  |
|     |                 |                | Prolongations          |                                  |       |

## Effectif
Note : Est indiqué comme étant en sélection nationale toute joueuse ayant participé à au moins un match avec une équipe nationale lors de la saison 2016-2017.

## Parcours en championnat de D1

### Saison régulière
| Journée                                                                                                  | Date       | Club recevant                    | Score    | Club visiteur                    | Classement (sur 11) | Points | Rapport          |
| --- | ---------- | -------------------------------- | -------- | -------------------------------- | ------------------- | ------ | ---------------- |
| MATCHS ALLER                                                                                             |            |                                  |          |                                  |                     |        |                  |
| J1 | -          |                                  | exempt – |                                  | 11e                 | 0      | Feuille de match |
| J2 | 16.09.2016 | Toulon Saint-Cyr HB              | 16 – 35  | Metz Handball                    | 7e                  | 3      | Feuille de match |
| J3 | 25.09.2016 | Issy Paris Hand                  | 26 – 27  | Metz Handball                    | 4e                  | 6      | Feuille de match |
| J4 | 30.09.2016 | Metz Handball                    | 32 – 11  | Chambray Touraine Handball       | 3e                  | 9      | Feuille de match |
| J5 | 19.10.2016 | ES Besançon                      | 26 – 27  | Metz Handball                    | 1er                 | 12     | Feuille de match |
| J6 | 26.10.2016 | Metz Handball                    | 21 – 22  | Brest Bretagne Handball          | 3e                  | 13     | Feuille de match |
| J7 | 02.11.2016 | CJF Fleury Loiret Handball       | 21 – 33  | Metz Handball                    | 3e                  | 16     | Feuille de match |
| J8 | 08.11.2016 | Metz Handball                    | 30 – 24  | OGC Nice Handball                | 1er                 | 19     | Feuille de match |
| J9 | 16.11.2016 | HBC Celles-sur-Belle             | 22 – 29  | Metz Handball                    | 1er                 | 22     | Feuille de match |
| J10 | 11.01.2017 | Metz Handball                    | 34 – 20  | Cercle Dijon Bourgogne           | 1er                 | 25     | Feuille de match |
| J11 | 25.01.2017 | Nantes Loire Atlantique Handball | 22 – 22  | Metz Handball                    | 1er                 | 27     | Feuille de match |
| MATCHS RETOUR                                                                                            |            |                                  |          |                                  |                     |        |                  |
| J12 | -          |                                  | exempt – |                                  | 2e                  | 27     | Feuille de match |
| J13 | 15.02.2017 | Metz Handball                    | 33 – 16  | Toulon Saint-Cyr HB              | 2e                  | 30     | Feuille de match |
| J14 | 19.02.2017 | Metz Handball                    | 30 – 22  | Issy Paris Hand                  | 2e                  | 33     | Feuille de match |
| J15 | 22.02.2017 | Chambray Touraine Handball       | 26 – 27  | Metz Handball                    | 2e                  | 36     | Feuille de match |
| J16 | 01.03.2017 | Metz Handball                    | 28 – 25  | ES Besançon                      | 1er                 | 39     | Feuille de match |
| J17 | 22.03.2017 | Brest Bretagne Handball          | 28 – 29  | Metz Handball                    | 1er                 | 42     | Feuille de match |
| J18 | 25.03.2017 | Metz Handball                    | 28 – 26  | CJF Fleury Loiret Handball       | 1er                 | 45     | Feuille de match |
| J19 | 29.03.2017 | OGC Nice Handball                | 20 – 29  | Metz Handball                    | 1er                 | 48     | Feuille de match |
| J20 | 01.04.2017 | Metz Handball                    | 34 – 18  | HBC Celles-sur-Belle             | 1er                 | 51     | Feuille de match |
| J21 | 19.04.2017 | Cercle Dijon Bourgogne           | 22 – 26  | Metz Handball                    | 1er                 | 54     | Feuille de match |
| J22 | 22.04.2017 | Metz Handball                    | 32 – 25  | Nantes Loire Atlantique Handball | 1er                 | 57     | Feuille de match |
| Metz termine premier de la saison régulière et affrontera Dijon, 8e, au premier tour de la phase finale. |            |                                  |          |                                  |                     |        |                  |
| Légende: Victoire Nul Défaite Score du club                                                              |            |                                  |          |                                  |                     |        |                  |

Metz atteint la trêve internationale en tête du championnat, avec un point d'avance et un match de moins que Nantes. Durant l'automne, Metz n'a concédé qu'une défaite en championnat, à domicile face au Brest Bretagne Handball (21-22) .

### Phase finale
| Compétition                           | Tours           | Opposants               | Allers     | Allers   | Retours    | Retours  | Totaux  |
| Phase finale du championnat de France | Quart-de-finale | Cercle Dijon Bourgogne  | 29.04.2017 | 29 - 25  | 06.05.2017 | 29 - 29* | 58 - 54 |
| Phase finale du championnat de France | Demi-finale     | ES Besançon             | 14.05.2017 | 30 - 20* | 20.05.2017 | 27* - 21 | 57 - 41 |
| Phase finale du championnat de France | Finale          | Brest Bretagne Handball | 31.05.2017 | 22 - 21* | 03.06.2017 | 25* - 23 | 47 - 44 |
| Metz Handball est champion de France  |                 |                         |            |          |            |          |         |

* : équipe à domicile.

### Statistiques individuelles
| Rang | Joueuse            | Buts | Tirs | %  | MJ | Moy. |
| ---- | ------------------ | ---- | ---- | -- | -- | ---- |
| 1    | Ana Gros           | 117  | 205  | 57 | 19 | 6,2  |
| 2    | Slađana Pop-Lazić  | 70   | 93   | 75 | 19 | 3,7  |
| 4    | Grâce Zaadi        | 56   | 112  | 50 | 18 | 3,1  |
| 4    | Marion Maubon      | 56   | 78   | 72 | 19 | 2,9  |
| 5    | Xenia Smits        | 45   | 106  | 42 | 17 | 2,6  |
| 6    | Jurswailly Luciano | 44   | 75   | 69 | 18 | 2,4  |
| 6    | Tamara Horacek     | 44   | 81   | 54 | 19 | 2,3  |
| 8    | Camille Aoustin    | 34   | 59   | 58 | 17 | 2,0  |
| 9    | Orlane Kanor       | 18   | 40   | 45 | 12 | 1,5  |
| 10   | Marie-Hélène Sajka | 17   | 25   | 68 | 6  | 2,8  |
| 11   | Méline Nocandy     | 15   | 26   | 58 | 10 | 1,5  |
| 12   | Lindsey Burlet     | 14   | 29   | 48 | 19 | 0,7  |
| 13   | Laura Flippes      | 13   | 31   | 42 | 13 | 1,0  |
| 14   | Béatrice Edwige    | 6    | 7    | 86 | 17 | 0,4  |

| Position | Nom           | %    | Arrêts | Tirs | MJ | Moy. |
| -------- | ------------- | ---- | ------ | ---- | -- | ---- |
| 1        | Laura Glauser | 38,5 | 147    | 382  | 19 | 7,7  |
| 2        | Marina Rajčić | 35,4 | 95     | 268  | 19 | 5,0  |

## Parcours européen
Après une défaite inaugurale face au Podgorica (21-19), le Metz Handball enchaîne trois victoires consécutives pour assurer sa qualification pour le tour principal de la Ligue des champions. Il remporte ensuite une victoire de prestige face au double vainqueur de la compétition, le ŽRK Budućnost Podgorica (28-25),. Après une défaite face au Thüringer HC lors de la dernière journée, Metz aborde le tour principal avec quatre points.
Lors du tour principal, deux larges victoires à domicile, face à Astrakhanochka (37-18), puis face au Vardar Skopje (42-28), assurent la qualification pour les quarts de finale de la compétition, une première pour le club lorrain, et pour un club français depuis la saison 1998-1999. À l'occasion de sa victoire contre le Vardar Skopje, face à l'un des principaux prétendants à la victoire finale, Metz bat par ailleurs deux records du club en Ligue des champions, celui du nombre de buts marqués sur un match (42 buts) ainsi que celui du plus gros écart (+14).
En quart de finale, Metz rencontre le club hongrois de Győri ETO KC, double vainqueur de la compétition en 2013 et 2014, et encore finaliste l'année précédente. Au match aller, dans sa salle des Arènes, Metz réalise un petit exploit en battant le club hongrois 32-31, préservant ses chances avant le match retour, notamment grâce à un grand match d'Ana Gros (10 buts). Ce but d'avance est malheureusement insuffisant pour atteindre les demi-finales, Metz s'inclinant par 28 buts à 22 en Hongrie. Metz est éliminé après une campagne européenne qui l'aura vu battre trois des quatre équipes qualifiées pour le Final Four.
| PHASE DE GROUPES                                                                                        |            |                         |         |                         |    |
| J1 | 15.10.2016 | ŽRK Budućnost Podgorica | 21 – 19 | Metz Handball           | 0  |
| J2 | 22.10.2016 | Metz Handball           | 25 – 18 | Thüringer HC            | 2  |
| J3 | 30.10.2016 | Glassverket IF          | 22 – 24 | Metz Handball           | 4  |
| J4 | 05.11.2016 | Metz Handball           | 29 – 25 | Glassverket IF          | 6  |
| J5 | 11.11.2016 | Metz Handball           | 28 – 25 | ŽRK Budućnost Podgorica | 8  |
| J6 | 19.11.2016 | Thüringer HC            | 28 – 25 | Metz Handball           | 8  |
| Metz qualifié pour le tour principal avec quatre points conservés.                                      |            |                         |         |                         |    |
| TOUR PRINCIPAL                                                                                          |            |                         |         |                         |    |
| J1 | 28.01.2017 | Metz Handball           | 25 – 28 | Ferencváros TC          | 4  |
| J2 | 04.02.2017 | ŽRK Vardar Skopje       | 23 – 21 | Metz Handball           | 4  |
| J3 | 11.02.2017 | Metz Handball           | 37 – 18 | HC Astrakhanochka       | 6  |
| J4 | 25.02.2017 | Ferencváros TC          | 29 – 23 | Metz Handball           | 6  |
| J5 | 05.03.2017 | Metz Handball           | 42 – 28 | ŽRK Vardar Skopje       | 8  |
| J6 | 11.03.2017 | HC Astrakhanochka       | 20 – 28 | Metz Handball           | 10 |
| Metz qualifié pour les quarts de finale. Quatrième du groupe, il affronte Győri ETO KC au tour suivant. |            |                         |         |                         |    |
| Quart de finale aller                                                                                   | 09.04.2017 | Metz Handball           | 32 – 31 | Győri ETO KC            |    |
| Quart de finale retour                                                                                  | 14.04.2017 | Győri ETO KC            | 28 – 22 | Metz Handball           |    |
| Metz éliminé, Győri ETO KC qualifié pour le Final Four.                                                 |            |                         |         |                         |    |
| Légende: Victoire Nul Défaite Score du club                                                             |            |                         |         |                         |    |

| Rang | Joueuse            | Buts | MJ | Moy. |
| ---- | ------------------ | ---- | -- | ---- |
| 1    | Ana Gros           | 84   | 14 | 6,0  |
| 2    | Grâce Zaadi        | 49   | 14 | 3,5  |
| 3    | Xenia Smits        | 48   | 11 | 4,4  |
| 4    | Jurswailly Luciano | 43   | 14 | 3,1  |
| 5    | Slađana Pop-Lazić  | 39   | 14 | 2,8  |
| 6    | Tamara Horacek     | 27   | 14 | 1,9  |
| 7    | Marion Maubon      | 25   | 14 | 1,8  |
| 8    | Camille Aoustin    | 18   | 10 | 1,8  |
| 9    | Laura Flippes      | 13   | 11 | 1,2  |
| 10   | Marie-Hélène Sajka | 10   | 8  | 1,3  |
| 11   | Béatrice Edwige    | 4    | 12 | 0,3  |
| 11   | Orlane Kanor       | 4    | 12 | 0,3  |
| 11   | Hawa N'Diaye       | 4    | 8  | 0,5  |
| 11   | Méline Nocandy     | 4    | 14 | 0,3  |
| 15   | Lindsey Burlet     | 2    | 14 | 0,1  |
| 16   | Laura Glauser      | 1    | 14 | 0,1  |
| 16   | Marina Rajčić      | 1    | 14 | 0,1  |

## Coupe de France
| Tours                                              | Lieu                             | Date       | Opposants                     | Score | Rapports |
| 8e de finale                                       | Les Arènes, Metz                 | 04.01.2017 | OGC Nice Côte d'Azur Handball | 22-18 | Rapport  |
| Quart de finale                                    | Complexe Saint-Symphorien, Metz  | 05.04.2017 | ES Besançon                   | 27-21 | Rapport  |
| Demi-finale                                        | Les Arènes, Metz                 | 26.04.2017 | Toulon Saint-Cyr HB           | 34-16 | Rapport  |
| Finale                                             | Palais Omnisports de Paris-Bercy | 27.05.2017 | Issy Paris Hand               | 33-29 | Rapport  |
| Metz remporte la finale face à Issy-Paris (33-29). |                                  |            |                               |       |          |

| Rang | Joueuse            | Buts | MJ | Moy. |
| ---- | ------------------ | ---- | -- | ---- |
| 1    | Ana Gros           | 21   | 4  | 5,3  |
| 2    | Camille Aoustin    | 16   | 3  | 5,3  |
| 3    | Slađana Pop-Lazić  | 14   | 4  | 3,5  |
| 4    | Grâce Zaadi        | 13   | 4  | 3,3  |
| 5    | Laura Flippes      | 10   | 4  | 2,5  |
| 5    | Xenia Smits        | 10   | 3  | 3,3  |
| 7    | Méline Nocandy     | 8    | 4  | 2,0  |
| 8    | Tamara Horacek     | 5    | 3  | 1,7  |
| 9    | Jurswailly Luciano | 7    | 4  | 1,8  |
| 10   | Marion Maubon      | 6    | 4  | 1,5  |
| 11   | Laura Glauser      | 3    | 4  | 0,8  |
| 12   | Béatrice Edwige    | 2    | 4  | 0,5  |
| 13   | Lindsey Burlet     | 1    | 4  | 0,3  |
| 14   | Orlane Kanor       | 0    | 2  | 0,0  |
| 14   | Hawa N'Diaye       | 0    | 1  | 0,0  |